# نظام ترکیبی
نظام دو بنی، نظام ترکیبی، یا هیبرید رژیم (به انگلیسی: Hybrid Regime) نوعی ترکیبی از رژیم سیاسی است که غالباً در نتیجه گذار دموکراتیک ناقص از یک رژیم استبدادی به یک رژیم دموکراتیک ایجاد می‌شود. رژیم‌های ترکیبی ویژگی‌های خودکامگی را با ویژگی‌های دموکراتیک ترکیب می‌کنند و می‌توانند همزمان سرکوب‌های سیاسی و انتخابات منظم را باهم برگزار کنند. اصطلاح رژیم ترکیبی از یک نگاه چند وجهی پیرامون رژیم‌های سیاسی ناشی می‌شود که  با دوگانگی استبداد یا دموکراسی مخالف است. رژیم‌های ترکیبی مشخصه کشورهای منبع مانند کشورهای نفتی است. این رژیم‌ها پایدار و سرسخت هستند.
محققان غربی در تحلیل رژیم‌های ترکیبی به ماهیت تزئینی نهادهای دموکراتیک آنها توجه می‌کنند (انتخابات منجر به تغییر قدرت نمی‌شود، رسانه‌های مختلف  صرفا دیدگاه دولت را مخابره می‌کنند و اپوزیسیون در پارلمان مانند حزب حاکم رأی می‌دهد). از این شرایط نتیجه گرفته می‌شود که اقتدارگرایی اساس رژیم‌های ترکیبی است. با این حال، رژیم‌های ترکیبی از دیکتاتوری تقلید می‌کنند در حالی که سطح نسبتاً پایین‌تری از خشونت دارند.

## تاریخ
موج سوم دموکراسی‌سازی منجر به ظهور رژیم‌های ترکیبی شده‌است که نه کاملاً دموکراتیک و نه کاملاً اقتدارگرا هستند. نه مفهوم دموکراسی غیر لیبرال و نه مفهوم اقتدارگرایی انتخاباتی به‌طور کامل این رژیم‌های ترکیبی را توصیف نمی‌کند.
پس از پایان جنگ سرد، چنین رژیم‌هایی در بین حکومت‌های غیردموکراتیک رواج یافتند. در پایان فرایند دگرگونی رژیم‌های استبدادی، زمانی که لیبرالیزیشن اتفاق می‌افتد، انتخابات محدودی ترتیب شده و لیبرال دموکراسی همیشه در نظر گرفته می‌شود اما در عمل این روند اساساً «نیمه‌کاره» منجمد شد.
اصطلاح رژیم ترکیبی جایگزین واژه "انتقالی" شد، عبارتی که در دهه ۱۹۸۰برای اشاره به رژیم‌های این چنینی استفاده می‌شد. به گفته توماس کاروترز اکثر "کشورهای در حال گذار" نه کاملاً دیکتاتوری هستند و نه گرایش به دموکراسی دارند و به‌طور کلی آنها را نمی‌توان انتقالی نامید. آنها در منطقه خاکستری قرار دارند و تغییری از خود نشان نمی‌دهند، روندی که ممکن است برای چندین دهه در آن رخ ندهد." بنابراین، او اظهار داشت که رژیم‌های ترکیبی باید بدون این فرض که در نهایت به دموکراسی تبدیل شوند، در نظر گرفته شوند. این رژیم‌های دورگه را نیمه‌اقتدارگرا یا اقتدارگرایی انتخاباتی می‌نامیدند.
یکی از اولین کسانی که مفهوم «رژیم ترکیبی» را به کار برد، المر هنکیس، جامعه‌شناس، بود، او از این عبارت برای توصیف کمونیسم گولاش در مجارستان دوران یانوش کادار استفاده کرد.

## نشانه‌ها
به گفته گیلرمو اودانل، فیلیپ سی اشمیتر، لری دایموند و توماس کاروترز، نشانه‌های یک رژیم ترکیبی عبارتند از:
1. وجود ویژگی‌های بیرونی دموکراسی (انتخابات، نظام چند حزبی، اپوزیسیون قانونی).
2. درجه پایین نمایندگی منافع شهروندان در فرایند تصمیم‌گیری سیاسی (انجمن‌های مدنی، به عنوان مثال اتحادیه‌های کارگری، ناکارآمدند یا اینکه تحت کنترل دولت هستند).
3. سطح پایین مشارکت سیاسی
4. حقوق و آزادی‌های سیاسی صرفاً کاربرد ظاهری دارند [و نه عملی] (به‌طور رسمی در واقع روند اجرای دشواری دارند).
5. سطح پایین اعتماد شهروندان به نهادهای سیاسی.

برخی از کشورهایی که به عنوان رژیم‌های ترکیبی توصیف شده‌اند عبارتند از کلمبیا، مصر، مجارستان، اندونزی، مکزیک، مونته‌نگرو، نیجریه، بنگلادش، پاکستان، صربستان، تانزانیا، تونس، اوکراین، مالزی، مراکش، ترکیه، ونزوئلا، هند و اوگاندا. روسیه زمانی به عنوان یک رژیم ترکیبی در نظر گرفته می‌شد، اما از دهه ۲۰۱۰ به سمت اقتدارگرایی گرویید. سیستم سیاسی هنگ کنگ، منطقه اداری ویژه چین، نیز رژیم ترکیبی توصیف شده‌است.

## نوع‌شناسی
اصطلاحات مختلفی وجود دارد که انواع خاصی از رژیم‌های ترکیبی را توصیف می‌کند.
- رژیمی با کثرت‌گرایی ضعیف – انتخابات منظم، با سطح بالای رقابت در میان نخبگان، مشارکت سیاسی ضعیف و فساد میان نخبگان وجود دارد. به گفته توماس کاروترز، این امر برای کشورهایی مانند آلبانی، اکوادور، ماداگاسکار، مولداوی، نپال، نیکاراگوئه، سیرالئون، تایلند و اوکراین معمول است.[۱۸]
- رژیم با سندرم قدرت مسلط (نظام با یک حزب مسلط، سیاست قدرت مسلط) - وجود نهادهای دموکراتیک تزئینیست، اپوزیسیون ضعیف و مرزهای دولت و حزب حاکم با هم در فرسایش است.[۱۹] در اثر ساتنر، آر. (۲۰۰۶)، این کشورها عبارتند از: آنگولا (MPLA)، بنگلادش (عوامی لیگ بنگلادش)، کامبوج (حزب مردم کامبوج)، ژاپن (حزب لیبرال دموکرات)، قزاقستان (نور اوتان)، مونته‌نگرو (حزب دموکراتیک سوسیالیست‌های مونته‌نگرو، روسیه (روسیه متحد)، صربستان (حزب مترقی صربستان)، سنگاپور (حزب اقدام مردم)، اسلواکی (جهت سوسیال دموکراسی)، آفریقای جنوبی (کنگره ملی آفریقا)، ترکیه (حزب عدالت و توسعه) و زیمبابوه (زانو-پی‌اف).
- دموکراسیتفویضی گیلرمو اودانل - مطلق شدن وضعیت رئیس‌جمهور به عنوان رئیس دولت، ضمن داشتن اختیارات گسترده او در چارچوب قانون اساسی و مشارکت سیاسی ضعیف شهروندان. گیلرمو اودانل از کشورهایی مانند بولیوی، برزیل، پرو، فیلیپین و کره جنوبی نام می‌برد. فرید زکریا خاطرنشان کرد که نوع مشابهی از رژیم در روسیه در زمان ریاست بوریس یلتسین وجود داشت.[۱۹]
- دیکتابلاندا فیلیپ سی اشمیتر – شهروندان در یک سیستم چند حزبی از حقوق سیاسی فردی برخوردارند، اما قدرت توسط شهروندان کنترل نمی‌شود. کشورهایی مانند ساحل عاج و کنیا به عنوان مثال ذکر شده‌اند.[۱۹]
- دموکرادورای فیلیپ سی اشمیتر - انتخابات به‌طور منظم برگزار می‌شود، اما رقابت سیاسی واقعی وجود ندارد. رژیم‌های دهه ۱۹۸۰–۱۹۹۰ در کشورهایی مانند السالوادور و گواتمالا و همچنین پوتینیسم در روسیه به عنوان مثال ذکر شده‌است.[۱۹]

### اقتدارگرایی انتخاباتی
نویسندگان مختلفی در مورد اقتدارگرایی انتخاباتی یا به اصطلاح رژیم‌های ترکیبی نوشته‌اند (لویتسکی و وی ۲۰۰۲ ؛ تی. کارل ۱۹۹۵ ؛ ال. دایموند ۱۹۹۹ ؛ آ. Schedler 2002)، اما این پدیده جدید نیست و اکثر دولت‌های استبدادی که انتخابات برگزار می‌کنند، ترکیبی نیستند. رژیم‌های ترکیبی، حکومت‌های اقتدارگرای موفقی هستند که به خوبی نهادینه شده‌اند. عناصر دموکراتیک می‌توانند به‌طور همزمان در خدمت اهداف استبدادی باشند و دموکراسی سازی را نیز اعانه دهند.
اقتدارگرایی انتخاباتی به این معناست که نهادهای دموکراتیک تقلیدی هستند و به دلیل نقض سیستماتیک متعدد هنجارهای لیبرال دمکراتیک، در واقع به روش‌های استبدادی پایبند هستند. اقتدارگرایی انتخاباتی می‌تواند رقابتی و هژمونیک باشد و مورد دوم لزوماً به معنای بی‌نظمی در انتخابات نیست. ای. شلدر اقتدارگرایی انتخاباتی را شکل جدیدی از رژیم استبدادی می‌نامد و با توصیف آن با عناوینی چون رژیم ترکیبی یا دموکراسی غیرلیبرال مخالف است. علاوه بر این، یک رژیم استبدادی صرف، نیازی به انتخابات به عنوان منبع مشروعیتش ندارد.
محققان یک تحلیل مقایسه ای از رژیم‌های سیاسی در سراسر جهان انجام دادند (ساموئل فاینر ۱۹۷۰)، در کشورهای در حال توسعه (آلموند و کلمن، ۱۹۶۰)، در میان رژیم‌های حاکم در آمریکای لاتین (Collier 1979) و رژیم‌های آفریقای غربی (Zolberg، 1966). انواع رژیم‌های غیر دموکراتیک مورد اشاره قرار گرفته شده‌است (لینز، 2000، در ابتدا در 1975 منتشر شد و پرلموتر، 1981). هانتینگتون و مور (هانتینگتون و مور، ۱۹۷۰) سیستم تک حزبی را تحلیل کرده‌اند. هرمت (Gay Hermet, Rose, & Rouquie 1978) چگونگی برگزاری انتخابات در چنین رژیم‌های اقتدارگرایی را بررسی می‌کند، حکومت‌هایی که ظاهراً دارای نهادهای دموکراتیک هستند.

## ادبیات
- آندریاس شلدر - «سیاست عدم قطعیت» (آکسفورد UP، ۲۰۱۳)[پیوند مرده]؛
- گای هرمت، ریچارد رز، و آلن روکی (ویرایشگران). 1978.[پیوند مرده] انتخابات بدون انتخاب[پیوند مرده] نیویورک: وایلی.[پیوند مرده]
- بئاتریز ماگالونی. 2010. «بازی تقلب در انتخابات و برکناری حاکمیت استبدادی». مجله آمریکایی علوم سیاسی، 54 (3): 751-65.